# Épaignes
Épaignes település Franciaországban, Eure megyében. Lakosainak száma 1562 fő (2022. január 1.). Épaignes Vannecrocq, La Chapelle-Bayvel, Lieurey, La Poterie-Mathieu, Saint-Sylvestre-de-Cormeilles, Saint-Siméon és Selles községekkel határos.

## Népesség
A település népességének változása:
| Lakosok száma | 947  | 1029 | 1090 | 1236 | 1479 | 1580 | 1617 | 1580 | 1561 | 1562 |
|               | 1968 | 1982 | 1990 | 2006 | 2013 | 2015 | 2017 | 2019 | 2020 | 2022 |